# Droit public
Le droit public est l'ensemble des règles juridiques qui régissent l'organisation et le fonctionnement politique, administratif et financier de l’État. Cela comprend aussi les relations diplomatiques entre les États, les organisations internationales, ainsi qu'entre les personnes morales de droit public et les personnes privées. Le droit public défend l'intérêt général avec des prérogatives liées à la puissance publique. Il concerne les rapports entre personnes publiques mais également personnes publiques et personnes privées.
Le droit public est traditionnellement opposé au droit privé, qui recouvre l'ensemble des règles qui régissent les rapports entre particuliers, personnes physiques ou morales. C'est l'une des summa divisio juridiques. 

## Domaines
- Le droit constitutionnel qui organise les pouvoirs de l'État : parlement, gouvernement, justice ;
- Le droit administratif, qui réglemente la structure de l'administration, ses rapports avec les particuliers, ses fonctionnaires (droit de la fonction publique), ses fournisseurs (Code de la commande publique) ;
- Le droit fiscal, qui détermine les conditions et le montant de la participation des contribuables aux budgets de l'État et des collectivités publiques (Code général des impôts) ;
- Les finances publiques qui regroupent l’ensemble des règles gouvernant les finances de l’État, des collectivités locales, des organismes de sécurité sociale, des établissements publics et de toutes autres personnes morales de droit public (gestion de l'argent par l'État) ;
- Le droit de l'urbanisme (Code de l'urbanisme) et le droit de la construction (code de la construction et de l'habitation).
- Le droit international public qui concerne les rapports entre États sur la scène internationale, entre personnes privées ou morales et les organisations internationales.

Une partie de la doctrine considère comme appartenant au droit public certaines catégories classées dans le droit privé dans les autres systèmes de droits de type romano-germanique :
- Le droit pénal, qui définit les sanctions pécuniaires ou corporelles dont l'État, par l'intermédiaire des tribunaux répressifs, peut frapper l'individu qui transgresse certaines règles de droit. Seulement, il est important de signaler que le droit pénal est un droit à cheval entre le droit public et le droit privé. C'est une branche qui comporte à la fois les composantes du droit public et du droit privé ;
- La procédure pénale, qui organise le déroulement du procès devant les tribunaux judiciaires répressifs lorsque sont réunies les conditions des infractions définies par le droit pénal ;
- La procédure civile, qui organise le déroulement du procès devant les tribunaux judiciaires civils.

Une autre partie la considère comme étant plutôt un droit transversal (nature du droit pénal).

## Par pays
La notion de droit public est acceptée par la quasi-totalité[évasif] des systèmes juridiques. Elle n'est cependant pas la même partout. En France, elle vient surtout de la séparation des autorités judiciaires et administratives (loi des 16 et 24 août 1790), au motif non pas juridique mais politique (méfiance du pouvoir des juges). Cette conception est ensuite rattachée à la conception française de séparation des pouvoirs. Dans les pays de droit anglo-saxon, cette théorie est très fortement limitée par des différences de conception juridiques.

### France
La séparation entre l'ordre administratif et ordre judiciaire naît en France de la loi des 16 et 24 août 1790, confirmée par le décret-loi du 16 fructidor An III, qui interdit aux tribunaux judiciaires de « troubler, de quelque manière que ce soit, les opérations des corps administratifs ». En l'absence de juge compétent pour les affaires administratives contentieuses, ce sont les ministres qui sont devenus compétents pour juger leur propre administration. C'est ce qu'on appelle le système du ministre-juge.
À partir de la Constitution de l'An VIII et la création du Conseil d'État, celui-ci a eu notamment pour fonction d'aider les ministres dans leurs fonctions contentieuses en leur donnant un avis sur la solution juridique des conflits dont ils étaient saisis. Ces fonctions consultatives sont qualifiées de pouvoir de justice retenue.
Le Conseil d’État a acquis son indépendance par la loi du 24 mai 1872. Il peut désormais rendre des décisions de justice en son propre nom. Il a acquis un pouvoir de justice délégué.
Toutefois, le Conseil d’État lui-même estimait qu'il n'était encore qu'un juge d'attribution dont les compétences sont définies par la loi, le juge de droit commun de l'administration demeurant le ministre. Mais la doctrine considère que le Conseil d'État a lui-même mis fin à cette interprétation avec l'arrêt Cadot du 13 décembre 1889, s'estimant compétent par défaut pour tous les litiges opposant l'administration à des particuliers.
Le Conseil d'État est redevenu juge d'attribution depuis la création, par le décret du 30 septembre 1953, des tribunaux administratifs mais il s'est ainsi imposé en tant que cour suprême de l'ordre juridictionnel administratif en France.

### Suisse
En droit suisse, la distinction entre droit public et droit privé repose sur un faisceau de critères rappelés par le Tribunal fédéral,.

### Pays decommon law
Dans les pays de common law, comme le Royaume-Uni ou les États-Unis, la distinction droit public/droit privé n'existe pas[réf. nécessaire].

### Systèmes romano-germaniques
Ces systèmes se sont construits sur la base juridique du droit romain. Le système juridique romain, de droit latin, est mis en place dans les pays tels que la France, l'Espagne, le Portugal, l'Italie... Le système juridique de droit germanique est mis en place dans les pays tels que l'Allemagne, l'Autriche, la Suisse, la Suède, la Norvège, la Finlande. Il se caractérise par des règles de droit émises par le corps législatif (parlement) ; contrairement au système anglo-saxon dans lequel les règles de droit sont déterminées par la jurisprudence (décisions des juges). La source principale de droit reste la loi.

### Autres systèmes juridiques
Le droit des pays socialistes : ces systèmes se trouvaient principalement au cœur de l'ex URSS, et de ses pays satellites. La doctrine marxiste-léniniste est celle mise en application. Mais petit à petit ces pays dits de système socialiste se transforment et adoptent le système de droit romano-germanique.